# Мехфил
Мехфил (также произносится «махфил») — вечер дворцовых развлечений: поэзии или концерт индийской классической музыки или музыки в стиле «хиндустани», часто сопровождается танцами. Проводится для небольшой аудитории в интимной обстановке.
Исторически, мехфил проводится в домах и дворцах принадлежащих к Могольской культуре. Получило популярность с 17 по 19 век при дворах мусульманских королевских особ и знати, которые выступали в качестве меценатов. Мехфил в своей наиболее разработанной форме был распространен при дворе Низамов (правителей) Хайдарабада, такие музыкальные собрания на которые приглашались люди из разных религиозных общин данного региона.
В наше время такие вечера проводятся, как правило, в домах любителей музыки, поэзии и танца. Обычно на мехфил исполняются Газели — таких поэтов как Мирзы Галибы, Мухаммада Заука и других.
Вечера на которых происходит чтение и музыкальное исполнение газелей называются на урду «Мехфил-е-Мушайра».

## Этимология
Слово мехфил происходит от (араб. محفل‎محفل), что означает (праздничное) «сбор, для развлечения или восхваления кого-то».
Мехфил-е-Наат — Исламский форум, на котором люди читают стихи во славу пророка Мухаммеда.
Мехфил-е-сама — собрание для слушания и исполнения Суфийской религиозной музыки — Каввали или молитвы и песнопения.

## Популярная культура
Несколько собраний мехфил можно увидеть в фильме Сатьяджит Рэя — Музыкальная комната (1958). В последнее время, концертные выступления также стали называть «мехфил».

## Список литературы
1. ↑  'One last bright spark of Lucknow’s glorious tradition', http://twocircles.net/2016sep11/1473586652.html Архивная копия от 2 апреля 2019 на Wayback Machine, TwoCircles.net, Опубликовано 11 сентября 2016, извлечения 10 января 2017
2. ↑  https://www.youtube.com/watch?v=2xVF4Eyl2-A Архивная копия от 12 июля 2021 на Wayback Machine, Мехфил ('табла' и 'саранги' концерт), видео на YouTube, загружено 27 сентября 2016, проверено 10 января 2017